# Liam Jacob
Liam Jacob (n. Sídney, Australia; 18 de agosto de 1994) es un futbolista australiano que se desempeña como portero actualmente sin club. Llegó a Inglaterra para probarse con el Liverpool, con el que jugó en las reservas del club de Anfield y con los Sub-18.

## Selección nacional
Ha sido internacional con la Selección de fútbol de Australia Sub-20.

## Clubes
| Club            | País       | Año       |
| --------------- | ---------- | --------- |
| Oldham Athletic | Inglaterra | 2012–2013 |